# Chester R. Bender
Chester R. Bender (14 de marzo de 1914-20 de julio de 1996) sirvió como el decimocuarto Comandante de la Guardia Costera de los Estados Unidos de 1970 a 1974. También se desempeñó como Superintendente de la Academia de la Guardia Costera de Estados Unidos de 1965 a 1967.

## Educación y servicio militar
Bender nació en Burnsville, West Virginia, el 14 de marzo de 1914 y después se mudó con sus padres, John I. Bender e Inez Harbert Bender, a Plant City, Florida en 1925. En 1932, fue nombrado cadete en la Academia de la Guardia Costera de los Estados Unidos en New London, Connecticut. Durante su tiempo en la academia, sirvió dos años en el equipo de boxeo y como editor de humor de Tide Rips, el anuario de la academia. Se desempeñó como capitán de armas durante su último año. Se graduó de la academia el 8 de junio de 1936 y recibió una licenciatura en ciencias y una comisión como alférez de la Guardia Costera. Fue el primer floridano en graduarse de la academia.
Después de graduarse de la academia, la asignación inicial de Bender fue como oficial de línea a bordo de los guardacostas Mendota y Bibb, de patrulla en el Océano Atlántico. En 1938, fue transferido a Ossipee, para prestar servicio en la región de los Grandes Lagos. Durante este período de servicio, conoció y se casó con Annamarie Ransom de Sault Sainte Marie, Míchigan el 1 de septiembre de 1939. Su matrimonio duró hasta su muerte en 1992. Tuvieron un hijo, Mark A. Bender. Ese mismo año, fue seleccionado para entrenamiento de vuelo y se reportó para el servicio en la Estación Aérea Naval de Pensacola, Florida. Un año más tarde, obtuvo la acreditación de aviador y fue asignado a la Estación Aérea de la Guardia Costera de Elizabeth City.
Durante la Segunda Guerra Mundial, realizó patrullas antisubmarinas desde Elizabeth City, Carolina del Norte. Desde junio de 1943 hasta diciembre de 1944, estuvo al mando de un escuadrón de rescate aéreo con base en San Diego, California. Durante los últimos meses de la guerra, se desempeñó como asesor de rescate aire-mar y oficial de enlace para el Cuartel General de la Fuerza Aérea del Lejano Oriente, en Filipinas, y ganó la Estrella de Bronce por su servicio.